# Rita König
Rita König (n. 12 martie 1977, Satu Mare, România) este o floretistă română emigrată în Germania. A obținut medalia de argint la Jocurile Olimpice de vară din 2000, desfășurate la Sydney.